# Charles de La Rue (bénédictin)
Pour les articles homonymes, voir Charles de La Rue.
Charles de La Rue, né le 12 juillet 1684 à Corbie et mort à Paris le 5 octobre 1740, est un exégète bénédictin français.

## Biographie
Entré en 1703, à dix-huit ans, dans la congrégation de Saint-Maur à l’abbaye de Saint-Faron, dans le diocèse de Meaux, Charles de La Rue était très versé dans les langues grecque et hébraïque.
Le savant dom Bernard de Montfaucon se l’associa dans ses travaux littéraires, et l’engagea à donner une édition exacte d’Origène, à l’exception des Hexaples, que lui-même avait publiées en 1713. Dom de La Rue répondit à ses vœux, et les deux premiers volumes des œuvres d’Origène parurent en 1733, in-fol.
De santé déficiente, il fut frappé par une attaque en 1737 qui le laissa muet et hémiplégique. Il obtint à cette occasion de ses supérieurs l'assistance de son neveu dom  Charles Vincent de La Rue qui poursuivit son œuvre et fit paraître après sa mort  le 3e volume de l’édition d’Origène en 1740, le 4e et le 5e en 1759.